# Sudirman (góry)
Sudirman (indonez. Pegunungan Sudirman, dawniej Góry Nassau) – zachodnie pasmo Gór Śnieżnych w indonezyjskiej prowincji Papua Środkowa na Nowej Gwinei. Rozciąga się na zachód od pasma Jayawijaya (wschodnia część Gór Śnieżnych) w Górach Centralnych Jego długość wynosi 320 km. Najwyższym szczytem jest Puncak Jaya (4884 m n.p.m.), będący zarazem najwyższym szczytem Australii i Oceanii.